# García López de Cárdenas
García López de Cárdenas was de eerste Europeaan die de Grand Canyon zag.
Rond 1540 gingen er verhalen en mythen rond over de zeven gouden steden van Cibola. De Spanjaard Francisco Vásquez de Coronado, toentertijd een gouverneur in Mexico, had hierover gehoord en een expeditie op touw gezet. Hij begon zijn zoektocht bij Cibola (in het huidige New Mexico). Vanuit Cibola zond hij verschillende expedities landinwaarts.
Door hem uitgezonden kapiteins waren onder anderen Hernando de Alvarado (die ontdekte toen diverse indianendorpen en stammen) en García López de Cárdenas. Deze laatste werd noordwestwaarts gestuurd naar de rivier de Colorado, en zo werd hij de eerste Europeaan die de Grand Canyon zag.